# 전해
전해(田楷, ? ~ 199년 3월)는 중국 후한 말의 무장이다.

## 생애
공손찬(公孫瓚)을 섬겼다.
초평(初平) 2년(191년) 이후, 공손찬은 종제 공손범(公孫範)의 활약 등으로 인하여 원소(袁紹)를 크게 억누르고 하북(河北)에서 맹위를 떨쳤다. 이때 그는 전해를 청주자사(靑州刺史)에, 선경(單經)을 연주자사(兗州刺史)에, 엄강(嚴綱)을 기주자사(冀州刺史)에 임명하였다.
그 후, 공손찬은 초평 3년(192년)에 원소(袁紹)와 싸워 패하였으나 최거업(崔巨業)을 물리치고 평원(平原) 방면까지 남하하였다. 이때 전해는 제(齊)에 이동하여 주둔하였고, 유비(劉備)를 부장으로 하여 원소와 대적하였다. 그러나 2년 남짓한 싸움으로 식량이 떨어졌고, 병사와 백성들 모두 지쳐 굶주림에 시달렸다.
이 도중인 초평 4년(193년), 연주목(兗州牧) 조조(曹操)가 서주목(徐州牧) 도겸(陶謙)을 공격하였을 때 유비와 함께 도겸을 구원하였다. 조조가 퇴각하자, 전해는 유비를 서주에 남겨두고 자신은 청주로 돌아갔다.
곧 원소의 장남 원담(袁譚)이 평원을 거점으로 하여 청주로 진출하였고, 이후 전해의 입지가 좁아졌다.
건안(建安) 4년(199년) 3월, 공손찬은 원소에게 패하여 자결하였고 전해 자신은 전사하였다.

## 같이 보기
- 삼국지 인물 목록